# Austria en los Juegos Paralímpicos de Río de Janeiro 2016
Austria estuvo representada en los Juegos Paralímpicos de Río de Janeiro 2016 por un total de 27 deportistas, 21 hombres y seis mujeres.

## Medallistas
El equipo paralímpico austríaco obtuvo las siguientes medallas:
| Nombre            | Deporte          | Evento                                        |
| ----------------- | ---------------- | --------------------------------------------- |
| Oro               |                  |                                               |
| Pepo Puch         | Hípica           | Doma individual grado «Ib» mixto              |
| Plata             |                  |                                               |
| Walter Ablinger   | Ciclismo en ruta | Contrarreloj H3 masculino                     |
| Thomas Frühwirth  | Ciclismo en ruta | Contrarreloj H4 masculino                     |
| Pepo Puch         | Hípica           | Doma individual estilo libre grado «Ib» mixto |
| Markus Swoboda    | Piragüismo       | KL2 masculino                                 |
| Bronce            |                  |                                               |
| Natalija Eder     | Atletismo        | Jabalina F13 femenino                         |
| Günther Matzinger | Atletismo        | 400 m T47 masculino                           |
| Andreas Onea      | Natación         | 100 m braza SB8 masculino                     |
| Krisztian Gardos  | Tenis de mesa    | Individual 10 masculino                       |